# AVZ
AVZ — безкоштовна антивірусна програма.
Крім стандартного сканера (з евристичним аналізатором) та ревізора включає в себе ряд засобів, частина котрих є нетиповими (на 2007 рік) і надають досить грамотному користувачу розширені засоби контролю.
Програма була розроблена Олегом Зайцевим. У цей час, хоча утиліта вже і належить Лабораторії Касперського, Олег Зайцев залишається її єдиним розробником.
Після покупки AVZ Лабораторією Касперського, напрацювання та технології AVZ увійшли до нового продукту ЛК — Kaspersky Internet Security 2009.

## Призначення програми і завдання, які вона виконує[1]
Програма служить для знаходження і видалення:
- Spyware і Adware
- троянських програм
- Backdoor
- Вірусів
- Мережевих черв'яків
- Поштових черв'яків
- Руткітів
- Кейлоггерів

Програму також застосовують для створення логів для антивірусних форумів.

## Засоби, вбудовані в AVZ[1]
Мікропрограми евристичної перевірки системиМікропрограми проводять пошук відомих spyware і вірусів за непрямими ознаками — на підставі аналізу реєстру, файлів на диску і в пам'яті.
Оновлювана база безпечних файлівУ неї входять цифрові підписи десятків тисяч системних файлів і файлів відомих безпечних процесів. База підключена до всіх систем AVZ і працює за принципом «свій / чужий» — безпечні файли не вносяться в карантин, для них заблоковано видалення і висновок попереджень, база використовується антіруткітом, системою пошуку файлів, різними аналізаторами. Зокрема, вбудований диспетчер процесів виділяє безпечні процеси і сервіси кольором, пошук файлів на диску може виключати з пошуку відомі файли (що дуже корисно при пошуку на диску троянських програм).
Детектор руткітів (вбудований)Пошук руткіт ів йде без застосування сигнатур, на підставі дослідження базових системних бібліотек на предмет перехоплення їхніх функцій. AVZ може не тільки виявляти руткіти, але і проводити коректне блокування роботи руткітів. Протидія руткітам поширюється на всі сервісні функції AVZ, в результаті сканер AVZ може виявляти Масковані процеси, система пошуку в реєстрі «бачить» Масковані ключі і т. ін. Антируткіт забезпечений аналізатором, який проводить виявлення процесів і сервісів, що маскуються руткітами. Особливістю системи протидії руткітам є її працездатність в Windows 9x. Іншою особливістю є універсальна система виявлення і блокування KernelMode руткітів, працездатна під Windows NT, Windows 2000 pro / server, XP, XP SP1, XP SP2, XP SP3, Windows 2003 Server, Windows 2003 Server SP1.
Детектор клавіатурних шпигунів і троянських DLLПошук кейлоггерів і троянських DLL ведеться на підставі аналізу системи без застосування бази сигнатур, що дозволяє досить впевнено детектувати заздалегідь невідомі троянські DLL і кілоггери.
НейроаналізаторКрім сигнатурного аналізатора, AVZ містить нейроемулятор, який дозволяє проводити дослідження підозрілих файлів за допомогою нейромережі. В наш час[коли?] нейромережа застосовується в детекторі кілоггерів.
Аналізатор Winsock SPI / LSP налаштувань (вбудований)Дозволяє проаналізувати налаштування, діагностувати можливі помилки в налаштуванні і зробити автоматичне лікування. Можливість автоматичної діагностики та лікування корисна для початківців користувачів (в утилітах типу LSPFix автоматичне лікування відсутнє). Для дослідження SPI / LSP вручну в програмі є спеціальний менеджер налаштувань LSP / SPI. На роботу аналізатора Winsock SPI / LSP поширюється дія антіруткіта.
Диспетчер процесів, сервісів і драйверів (вбудований)Призначений для вивчення запущених процесів і завантажених бібліотек, запущених сервісів і  драйвер ів. На роботу диспетчера процесів поширюється дія антіруткіта (як наслідок — він «бачить» Масковані руткітам процеси). Диспетчер процесів пов'язаний з базою безпечних файлів AVZ, упізнані безпечні та системні файли виділяються кольором.
Утиліта для пошуку файлів на диску (вбудована)Дозволяє шукати файл за різними критеріями, можливості системи пошуку перевершують можливості системного пошуку. На роботу системи пошуку поширюється дія антіруткіта (як наслідок — пошук «бачить» Масковані руткітам файли і може видалити їх), фільтр дозволяє виключати з результатів пошуку файли, упізнані AVZ як безпечні. Результати пошуку доступні у вигляді текстового протоколу і у вигляді таблиці, в якій можна позначити групу файлів для подальшого видалення або приміщення в карантин.
Утиліта для пошуку даних у реєстрі (вбудована)Дозволяє шукати ключі і параметри по заданому зразку, результати пошуку доступні у вигляді текстового протоколу і у вигляді таблиці, в якій можна відзначити кілька ключів для їх експорту або видалення. На роботу системи пошуку поширюється дія антіруткіта (як наслідок — пошук «бачить» Масковані руткітам ключі реєстру і може видалити їх).
Аналізатор відкритих портів TCP / UDP (вбудований)На нього поширюється дія антируткіта, в Windows XP для кожного порту відображається використовує порт процес. Аналізатор спирається на оновлювану базу портів відомих троянських / Backdoor програм і відомих системних сервісів. Пошук портів троянських програм включений в основний алгоритм перевірки системи — при виявленні підозрілих портів до протоколу виводяться попередження із зазначенням, яким троянських програм властиве використання даного порту.
Аналізатор загальних ресурсів, мережевих сеансів і відкритих по мережі файлів (вбудований)Працює в Windows 9x і в NT/2k/XP.
Аналізатор Downloaded Program Files (DPF) (вбудований)Відображає елементи DPF, підключений до всіх систем AVZ.
Мікропрограми відновлення системиМікропрограми проводять відновлення настройок Internet Explorer, параметрів запуску програм та інші системні параметри, що ушкоджуються шкідливими програмами. Відновлення запускається вручну, відновлювані параметри вказуються користувачем.
Евристичне видалення файлівСуть його полягає в тому, що якщо в ході лікування вилучалися шкідливі файли і включена ця опція, то проводиться автоматичне дослідження системи, що охоплює класи, BHO, розширення IE і Провідника, всі доступні AVZ види автозапуску, Winlogon, SPI / LSP і т. ін. Всі знайдені посилання на віддалений файл автоматично вичищаються з занесенням до протоколу інформації про те, що конкретно і де було вичищено. Для цієї чистки активно застосовується рушій мікропрограм лікування системи.
Перевірка архівівПочинаючи з версії 3.60, AVZ підтримує перевірку архівів і складових файлів. Наразі перевіряються архіви формату ZIP, RAR, CAB, gzip, tar; листи електронної пошти й MHT-файли; CHM-архіви.
Перевірка і лікування потоків NTFSПеревірка NTFS-потоків включена в AVZ починаючи з версії 3.75.
Скрипти управлінняДозволяють адміністратору написати скрипт, що виконує на ПК користувача набір заданих операцій. Скрипти дозволяють застосовувати AVZ в корпоративній мережі, включаючи його запуск під час завантаження системи.
Аналізатор процесівАналізатор використовує нейромережі та мікропрограми аналізу, він включається при включенні розширеного аналізу на максимальному рівні евристики і призначений для пошуку підозрілих процесів в пам'яті.
Система AVZGuardПризначена для боротьби з важковидаляємими шкідливими програмами, може крім AVZ захищати зазначені користувачем програми, наприклад, інші антишпигунські та антивірусні програми.
Система прямого доступу до диску для роботи з заблокованими файламиПрацює на FAT16/FAT32/NTFS, підтримується на всіх операційних системах лінійки NT, дозволяє сканеру аналізувати заблоковані файли і розміщати їх в карантин .
Драйвер моніторингу процесів і драйверів AVZPMПризначений для відстеження запуску та зупинки процесів і завантаження / розвантаження драйверів для пошуку маскуються драйверів і виявлення викривлень у описують процеси і драйвери структурах, створюваних DCOM-руткітами.
Драйвер Boot CleanerПризначений для виконання чистки системи (видалення файлів, драйверів і служб, ключів реєстру) з KernelMode. Операція чищення може виконуватися як в процесі перезавантаження комп'ютера, так і в ході лікування.